# Волжский сельсовет (Нижегородская область)
Волжский сельсовет — административно-территориальное образование и упразднённое муниципальное образование (сельское поселение 2010—2014 гг.) в Сокольском районе Нижегородской области России.
Административный центр — деревня Пушкарево.

## История
Согласно результатам проведенного в марте 2009 года референдума по вопросу объединения сельских поселений и Закону Нижегородской области от 11 августа 2009 года (№ 119-З) произведено объединение сельсоветов Сокольского района: с 01.01.2010 года Дмитриевский сельсовет, Летнебазовский сельсовет, Пелеговский сельсовет, Пушкаревский сельсовет Сокольского района объединены в Волжский сельсовет.

## Населённые пункты
Согласно Закону Нижегородской области от 11 августа 2009 года (№ 119-З) в состав сельсовета входят: 
- села: Дмитриевское, Пелегово, Покров-Валы, Цыкино.
- посёлки: Валовский Хутор, Ильинка, Куртюга, Летняя База, Новая Шомохта, Софронова Пожня.
- деревни: Пушкарево, Баево, Блудово, Богданово, Богословка, Бочажное, Ведерница, Вилеж, Выделка, Галкино, Данильчик, Дрямово, Дупленки, Жабье, Жуково, Захарово, Ильинка, Ильино, Килешино, Ковригино, Козлово, Коперино, Корчагово, Кошкино, Кудрино, Левино, Ломня, Мизгирево, Миленочки, Морозово, Мостовка, Настасьино, Новые Короли, Потахино, Починок, Притыкино, Родинка, Рошвенская, Рыжково, Свищево, Селянцево, Сенькино, Соболево, Содомово, Уланово, Филино, Чакрыгино, Черепаново, Шелухино, Шишово, Юрково, Яблонное, Якунино, Ятово.